# Национален музей във Варшава
Националният музей във Варшава (на полски: Muzeum Narodowe w Warszawie, MNW), е национален художествен музей във Варшава, най-големият в града и сред най-големите музеи в Полша.
Kолекциите му включват древно изкуство (египетско, елинско и римско) от около 11 000 единици, обширна галерия на полската живопис от XVI век и колекция от чуждестранна живопис (италиански, френски, фламандски, холандски, немски и руски автори), включително някои картини от частната колекция на Адолф Хитлер , отстъпени на музея от американските власти в следвоенна Германия. Музеят е дом на нумизматични колекции, галерия от приложно изкуство и отдел за ориенталско изкуство, с най-голямата колекция на китайското изкуство в Полша, включваща около 5000 обекта.
Музеят се гордее с Фараската галерия, съдържаща най-голямата колекция от нубийско християнско изкуство в Европа, а също така и с галерия за средновековно изкуство с артефакти от всички региони, исторически свързани с Полша, допълнена с избрани произведения, създадени в други региони на Европа.

## История
Националният музей във Варшава е създаден на 20 май 1862 г. като Музей на изящните изкуства. Пробразуван е в Национален музей (с включване на колекции от музеи и културни учреждения като Дружеството „Грижа за реликви от миналото“, Музея на античността, Варшавския университет, Музея на Дружеството за насърчаване на изобразителното изкуство и Музея на промишлеността и селското стопанство) през 1916 г.
Изложбените зали се помещават в сграда на Йерусалимски булевард, проектирана от Тадеуш Tолвински, разработена между 1927 г. и 1938 г. (по-рано на музея са били разположени в улица Подвале 15). През 1932 г. е открита изложба на декоративно изкуство в двете по-рано издигнати крила на сградата. Новата сграда е открит на 18 юни 1938 г. Построената за целта модернистична сграда се намира в края на Княжеския парк, създаден между 1776 – 79 за Кажимеж Понятовски. След 1935 директорът на музея Станислав Лоренц опитва да спаси най-ценните произведения на изкуството по време на Втората световна война.
По време на септемврийската кампания (1939)сградата е повредена и след обсадата на Варшава колекцията е плячкосана от Гестапо. Акцията е водена от нацисткия историк Дагоберт Фрай по предварителено подготвен щателен списък на най-ценните произведения, създаден по време на германски официални посещения през 1937 г. Седалището на Гестапо подарява картина на Рембранд от тази колекция като подарък за Ханс Франк в окупирания Краков и опакова всичко останало за да бъде транспортирано до Берлин. След войната полското правителство, под ръководството на професор Лоренц, връща много от иззетите от германците работи. Повече от 5000 артефакта все още липсват. Много произведения на изкуството по това време остават неизвестни или с неустановен произход (от нацистките немски художествени хранилища в полските Възстановени територии в Каменц, Картузи, Либентал и Ронщок), но са национализирани от Народната Република с последващи постановления и актове от 1945 г., 1946 г. и 1958 г. и са били включени в музейната сбирка като изоставен имот. В колекцията на Националния музей във Варшава са включени над 780 хиляди предмета, показани в много постоянни галерии, включително галерията от Фарас и галериите, предоставени за древното изкуство, средновековно изкуство, живопис, златарство, декоративно изкуство, ориенталско изкуство, както и много временни изложби.
През 2008 г. „полска археологическа Мисия на Националния музей във Варшава“ започва работа в Тиритака, Крим. Тя се оглавява от Алфред Твардецки, уредник на Художествената галерия на Античния отдел. От ремонта 2011 – 12, музеят е също считан за един от най-модерните в Европа с LED осветление, позволяващо да се уловят уникални качества на всеки живопис и изложба.

## Постоянни изложби
През 2012 г. постоянните галерии преминават революционни промени. Уредниците на музея го пренареждат и го допълват с нови произведения от хранилището на музея. Картини биват окачени не в хронологичен ред, а тематично: Битова живопис, Натюрморт, Пейзажна живопис, градски пейзажи, библейски, митологични, голи тела. Творби от италиански, фламандски, холандски, немски и полски художници бяха окачени заедно, което го прави лесни за наблюдаване и сравнение на прилики и разлики. Галерията на античното изкуство, галерия на Фараш, Галерията на средновековното изкуство, Галерията на старите европейски живопис, Галерията на Стария полски и Европейския Портрет, Галерията на изкуство от XIX век и Галерия на XX и XXI век включват произведения на полски художници и скулптори и се показват в контекста на изкуството в други страни и в различни епохи. Галериите отразяват богатството и разнообразието от традиции и исторически опит на отделните народи, които, обаче, построен тяхната културна идентичност на една и съща основа на Античността и Християнството.
Галерията на средновековното изкуство представя предмети главно от Късното Средновековие, с произход от различни райони на днешна Полша, както и няколко примера на западния европейското изкуство. Тези творби са били първоначално предназначени почти изключително за църкви. Изложбата е проектирана за да се даде възможност на публиката да се разбере ролята на изкуството в религиозния живот на Средновековието.
Галерията представя транс-регионални явления от XII – XIV век като разграничението на фигуративната скулптура от архитектурата в романския период, централноевропейската скулптура от кръга на мадоните на Лъва и така наречената Международна готика, също посочена като изискан стил. Много от творбите, включени в изложбата подчертават обособения характер на региони от Централна Европа, като например Силезия между 1440 и 1520 (с големи четвъртити полиптихи, епитафия, оброчни и дидактически плочи, както и Пътя на кръста), а също и Малополша, Великополша и Куявия между 1440 и 1520 (с олтари и религиозни картини) и Гданск и ханзейския регион между 1420 и 1520 (с големи олтари от Хамбург и Померания). Новите техники, прилагани в галерията позволяват представянето на големи композиции, като например известния Полиптих от Груджядз, илюминиран включително и на обратната страна на крилата. Новото оформление на изложбата е проектирана от WWAA.
В обновената галерия „Стара европейска живопис“ произведенията са представени не в съответствие с националните школи, а като конфронтация на художествени кръгове на юг и на север. Новата система отразява йерархията на жанровете, създадени от ренесансовата теория за изкуството и предишнта роля на картините. Целта на тази изложба е да покаже с каква цел и за кои получатели са създадени произведенията на изкуството. Галерията на Стария Европейската живопис е разделена на три нива. На втория етаж се представят библейски теми, митологични и алегорични. Пейзажи в много разновидности – героични, красиви, реалистични, топографски – са изложени на първия етаж, а експонатите на приземния етаж съдържат жанрови сцени, натюрморти и теми по животните.
Галерията на Стария полски и Европейския Портрет показва разнообразие от изображенията, което отразява многообразието на социалните, политически и частни функции на портретните изображения. Изложбата се открива с монументални изображения на изискани и аристократичен портрети, събрани с някои примери за традиционни полски и западноевропейки портрети. Следват по-малки, по-малко официални или частни портрети, ковчежни портрети и портрети от 18 век, включително миниатюрни портрети и портрети от времето на Stanislaus Augustus.
В основата на новата изложба на Галерията на изкуството от XIX век, представяйки основните тенденции оформянето на техниката през деветнадесети век, е делото на полските художници и скулптори, която присъства в контекста на избрани творби от представители на други националности. Конфронтацията на творби на художници от различни европейски страни показва своите артистични стремежи, универсални идеи или символи, подобни експерименти, провеждани самостоятелно или в екипна практика. Едно от големите платна на Полша – Битката при Грюнвалд от Ян Матейко (426 cm × 987 cm (168 in × 389 in)) е изложено в тази галерия
Колекциите от Модерно изкуство и Съвременно изкуство са сред най-големите в Полша. Картини, скулптури, гравюри и рисунки от 1920-те и 1930-те години, полски авангардно кино, фотографии, фотомонтажи, заедно с избрани произведения на 1980-те години независима култура, видео и представяне на последните четиридесет години са изложени в 700 m2 галерия. Информация за избраните обекти е достъпна чрез мобилни приложения и избрани творби се визуализират и описан от галерия кураторски благодарение на добавена реалност.

## Художествени колекции
Колекции от Националния музей във Варшава съдържат около 830 000 експонати на полски и чуждестранно изкуство, от древността до наши дни, и включват картини, скулптури, рисунки, гравюри, фотографии и монети, както и предмети на приложното изкуство и дизайн.
Събранието от 24 хил. експоната древно и източнохристиянско изкуство е най-голямото и най-важното по рода си в Полша. Сред най-важните са колекция от стенописи от християнската катедралата в древния Пакорас (днешен Судан) и колекция от рисувани древногръцки вази.
Колекцията от стара европейска живопис, включваща 3700 картини, датира от 1862 г. и създаването на Музея на изящните изкуства, когато са придобити 36 италиански, холандски и немски картини от колекцията на Йохан Петер Вайер в Кьолн. Музеят влезе в притежание на произведенията на такива майстори като Пинтурикио, Корнелис ван Хаарлем и Якоб Йорданс. Tази колекция е разширена чрез покупки, дарения и депозити. Най-значително придобиване е колекцията от картини на Пиетро Фиорентини, дарени през 1858 г. на училището за изящни изкуства във Варшава, а след това на музея през 1879 г. Колекцията е допълнително разширена чрез закупуване на картини от колекцията на Войчех Kолашински в годините 1877 – 1896 и завещания от Киприан Лачински през 1906 г., включително Бичуването на Христос от Питер де Кемпенеер, Портрет на мъж в жълт жакет от Ханс Шойфелайн, Прогонването от Pая от Пиерфранческо Мола и Академично изучаване от Жан Огюст Доминик Енгр. През 1935 г. музеят купува голяма колекция от Ян Поплавски, включително Портрет на адмирал от Тинторето, и през 1961 г. колекция от Габриела Заполска, включително няколко картини от Пол Серусие. Колекцията на полското модерното изкуство спечели повече международен признание с покупката на Портрет на Тадеуш Маковски от Марсел Громер през 1959 г. и Отпадналост от ар деко художничката Тамара де Лемпицка през 1979, и двете на постоянна експозиция.
Акценти от колекциите
- Чуждестранно изкуство
- Адам и Ева, Лукас Кранас Старши
- Мадона и Младенеца, Сандро Ботичели
- Мертен Столманс, Рембранд
- Кардинал Ришльо, Филип дьо Шампан
- Десерт, Вилем Клаасзон Хеда
- Академично изучаване, Жан Енгр
- Игнаци Ян Падеревски, Лоурънс Алма-Тадема
- Антиб – Утрин, Пол Синяк

- Полско изкуство
- Портрет на жена, Антони Бродовски
- Теодор Тойтолд-Триплин, Йозеф Симлер
- Индииско лято, Йозеф Хелмонски
- Мария Попиел-Годлевска, Владислав Чахорски
- Тръбачи I, Александер Гиеримски
- Полския Хамлет, Яцек Малшевски
- Колиба, Кажимеж Сихулски
- Анемони, Стефан Филипкиевич

- Скулптура
- Амон Бог
- Трите Марии
- Исус на стълба, Адриен де Врийс
- Отивам към Слънцето, Ксавери Дуниковски